# Christoph Gerdes

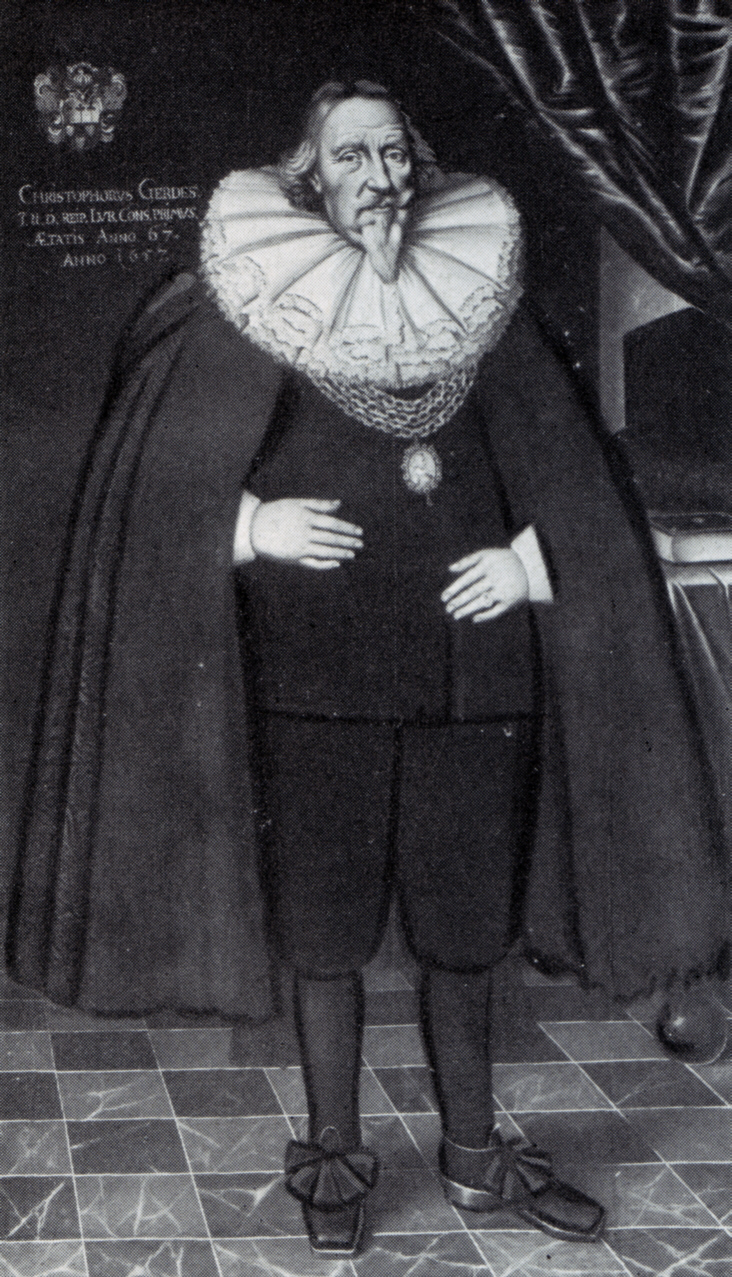
Porträt des Bürgermeisters Christoph Gerdes (1657)

Christoph Gerdes (* 18. Januar 1590 in Güstrow; † 19. Juni 1661 in Lübeck) war ein Jurist und Bürgermeister der Hansestadt Lübeck in der Zeit des Dreißigjährigen Krieges.

## Leben
Christoph Gerdes war Sohn des Güstrower Ratsherren Martin Gerdes. Er studierte Rechtswissenschaften an den Universitäten von Rostock, Leipzig, Wittenberg, Jena, Heidelberg und Straßburg. Nach der Promotion zum Dr. beider Rechte durch die Universität Jena ließ er sich in Lübeck als Advokat nieder. Er wurde zunächst Rat des Herzogs von Sachsen-Lauenburg und Syndikus des Lübecker Domkapitels. 1625 wurde er in den Rat der Stadt Lübeck erwählt und dort schon 1627 zum Bürgermeister bestimmt. 1629–30 hatte er im Rat das Amt des Kämmereiherren inne. In seine Amtszeit fallen die letzten Bedrohungsphasen des Dreißigjährigen Krieges für Lübeck, die 1643 durch den Einmarsch der Schweden unter Lennart Torstensson in Holstein bewirkt wurden. Ein kaiserliches Heer unter Matthias Gallas kam den Dänen in Schleswig-Holstein zur Hilfe. Der Separatfrieden von Brömsebro 1645 beseitigte die unmittelbare Gefahr für die Stadt. Der Westfälische Friede setzte 1648 den Lübecker Anteil der an Schweden zu zahlenden Entschädigung von fünf Millionen Talern auf 42.720 Taler fest. Auch der Ausgleich zwischen Schweden und Polen wurde 1651/52 ergebnislos vorverhandelt. 1655 kam es erneut zum Krieg zwischen Schweden und Polen, der erst 1660 durch den Frieden von Oliva beendet wurde. Zwischen Dänemark und Schweden brach der Krieg 1657 neu aus und Karl V. marschierte wieder in Holstein ein. Diese Auseinandersetzung wurde 1658 kurzzeitig durch den von Karl V. erzwungenen Frieden von Roskilde beigelegt, begann aber bald neu und endete erst mit dem Tod Karls V. im Jahr 1660. Die Lübecker hatten mit ihren Schiffen 1659 Kopenhagen über See versorgt, einige Schiffe wurden von Schweden als Prise genommen und beschlagnahmt. Die Dänen erhielten 1658 erneut kaiserliche wie auch brandenburgische Unterstützung. Der brandenburgische Kurfürst Friedrich Wilhelm marschierte auch in das Lübecker Außengebiet ein und schlug 1659 sein Hauptquartier in Nusse auf, so dass Lübeck von seinen unerbitterlichen Requirierungen betroffen wurde. Ab 1660 beruhigte sich die Lage und der Lübecker Handel nahm wieder Aufschwung, obwohl die Hanse als Organisation den Krieg nicht überstanden hatte. In die Zeit Gerdes als Bürgermeister fällt der erfolglose Versuch im Jahr 1651 noch einmal zu einem Hansetag aufzufordern.
Gerdes war in erster Ehe mit einer Tochter des Lübecker Bürgers Johann Wedemhof verheiratet. In zweiter Ehe heiratete er eine Tochter des holsteinischen Kanzlers Nikolaus Jungius. Der Rat überließ ihm das Gut Strecknitz zur Nutzung. Gerdes war Kirchenvorsteher der Lübecker Marienkirche, in der er auch begraben wurde. Sein Epitaph in dieser Kirche wurde beim Luftangriff auf die Lübecker Altstadt 1942 zerstört. Der Rektor des Katharineums Sebastian Meier verfasste für ihn eine Gedächtnisschrift in lateinischer Sprache.